# Finlandia na Halowych Mistrzostwach Świata w Lekkoatletyce 2010
Reprezentacja Finlandii podczas halowych mistrzostw świata 2010 liczyła 2 zawodników.

## Mężczyźni
- Skok wzwyż
  - Osku Torro – z wynikiem 2,23 zajął 11. miejsce w eliminacjach i nie awansował do finału

- Skok w dal
  - Tommi Evilä – z wynikiem 7,77 zajął 13. miejsce w eliminacjach i nie awansował do finału